# Triploblastique
 (avril 2021).
Si vous disposez d'ouvrages ou d'articles de référence ou si vous connaissez des sites web de qualité traitant du thème abordé ici, merci de compléter l'article en donnant les références utiles à sa vérifiabilité et en les liant à la section « Notes et références ».
Chez les métazoaires, les triploblastiques sont des animaux dont l'embryon s'organise en trois feuillets embryonnaires au cours de la gastrulation. Ces trois feuillets sont l'ectoderme, l'endoderme et, particularité des triploblastiques, le mésoderme. 
Le taxon Triploblastica est un synonyme de Bilateria. Il regroupe un grand nombre d'embranchements dont : 
- les mollusques : animaux à corps mou non segmentés (exemple : escargot, huître) ;

- les annélides : vers à anneaux (exemple : lombric, sangsue) ;

- les plathelminthes : vers plats, comme les « vers solitaires » (exemple : Fasciola hepatica, la douve du foie) ;

- les arthropodes : animaux à cuticule chitineuse (exemple : insectes, arachnides, crustacés, myriapodes, trilobites) ;

- les nématodes : vers ronds (exemple : Ascaris) ;

- les échinodermes : animaux possédant un exosquelette calcaire hérissé de pédicelles (exemple : oursin, astérie, holothurie) ;

- les chordés : animaux à notochorde (exemple : ascidies, poissons, amphibiens, reptiles, oiseaux, mammifères).

## Synapomorphies
- Présence de mésoderme.

- Plan de symétrie bilatérale (au moins à l'état embryonnaire, d'où l'appellation Bilateria).

- Présence d'un système nerveux central.

- Les synapses sont toutes unidirectionnelles.

- Les gènes du développement de la famille homéotique sont organisés en complexes.